# اسپرینگرویل (آریزونا)
اسپرینجرویل (به انگلیسی: Springerville) شهری در شهرستان آپاچی ایالت آریزونا است که در سرشماری سال ۲۰۱۰ میلادی، ۱٬۹۶۱ نفر جمعیت داشته است. اسپرینجرویل، به‌طور رسمی در تاریخ ۱۹۴۸ میلادی به‌عنوان یک شهر شناخته شد.